# علب آدرس
علب آدرس (نجدالبشام) بلدية تقع في الزاوية الشمالية الشرقية من ولاية الترارزة ب موريتانيا بالقرب مقاطعة بتلميت على الحدود مع ولايتي لبراكنة و آدرار على التوالي من جهتي الشرق والشمال.

## السكان
يبلغ تعداد سكان البلدية 4000 ساكن يقطن نصفهم تقريبا عاصمة البلدية علب آدرس في حين يتوزع الباقون على تجمعات صغيرة هي يارة، المحمدية ، بوسديرة، العقدة ، بوطليحية، المرعى وانفن، إضافة إلى بعض البدو الرحل الذين يتنقلون هنا وهناك
و يعرف علب آدرس بأنه مضرب رحال قبيلة تندغة حلة الأربعين جوادا ذائعة الصيت في المنطقة.